# Erbenhausen (Turyngia)
Erbenhausen – miejscowość i gmina w Niemczech, w kraju związkowym Turyngia, w powiecie Schmalkalden-Meiningen, wchodzi w skład wspólnoty administracyjnej Hohe Rhön.